# Frankie Avalon
Frankie Avalon (* jako Francis Thomas Avallone; 18. září 1940, Filadelfie, Pensylvánie, USA) je americký herec, zpěvák a bývalý teen idol.

## Osobní život
Avalon si vzal Kathryn "Kay" Diebel 19. ledna 1963. Byla to bývalá královna krásy a Avalon se s ní setkal, když hrál karty v domě přítele. Řekl svému příteli, že Kay je ta holka, kterou si vezme. Jeho agent varoval Avalona, že manželství by zkazilo jeho teen idolovou mystiku. Má osm dětí - Frankie Jr., Tony, Dina, Laura, Jozef, Nicolas, Kathryn a Carla. Mají 10 vnoučat. Frankie Avalon Jr. je bývalý herec, který se objevil v původním Karate Kid a je nyní hudebníkem a Tony, druhý nejstarší syn, hraje na kytaru a vyučuje na Rock Nation School. Oba synové hrají na turné s otcem.

## Filmografie
- Jamboree (1957)
- Guns of the Timberland (1960)
- The Alamo (1960)
- Voyage to the Bottom of the Sea (1961)
- Sail a Crooked Ship (1961)
- Panic in Year Zero! (1962)
- Operation Bikini (1963)
- The Castilian (1963)
- The Eleventh Hour as Larry Thatcher in episode entitled "A Tumble from a High White House" (1963)
- Drums of Africa (1963)
- Beach Party (1963)
- Muscle Beach Party (1964)
- Bikini Beach (1964)
- Pajama Party (1964)
- Beach Blanket Bingo (1965)
- I'll Take Sweden (1965)
- Ski Party (1965)
- How to Stuff a Wild Bikini (1965)
- Sergeant Dead Head (1965)
- Dr. Goldfoot and the Bikini Machine (1965)
- Fireball 500 (1966)
- The Million Eyes of Sumuru (1967)
- Skidoo (1968)
- The Haunted House of Horror (1969)
- The Take (1974)
- Grease (1978)
- Blood Song (1982)
- Back to the Beach (1987)
- Troop Beverly Hills (1989)
- The Stoned Age (1994)
- Casino (1995)

## Hity v žebříčku
- „Trumpet Sorrento“ (1954 instrumentální, vydavatelství X)
- „De De Dinah“ (Chancellor 1011) #7 1958
- „You Excite Me“ (Chancellor 1016) #49 1958
- „Gingerbread“ (Chancellor 1021) #9 1958; #30 UK
- „I'll Wait for You“ (Chancellor 1026 #15 (B-strana „What Little Girl“ #79) 1958
- „Venus“ (Chancellor 1031) #1 1959; #16 UK
- „Bobby Sox to Stockings“ (Chancellor 1036) #8 (B-strana „A Boy Without A Girl“ #10) 1959
- „Just Ask Your Heart“ (Chancellor 1040) #7 (B-strana „Two Fools“ #54) 1959
- „Why“ (Chancellor 1045) #1 (B-strana „Swingin' On A Rainbow“ #39); 20 UK 1959<
- „Don't Throw Away All“ Those Teardrops (Chancellor 1048) #22; #37 UK 1960
- „Where Are You“ (Chancellor 1052) #32 (B-strana „Tuxedo Junction“ #82) 1960
- „Togetherness“ (Chancellor 1056) #26 (B-strana „Don't Let Love Pass Me By“ #85) 1960
- „A Perfect Love“ (Chancellor 1065) #47 (B-strana „The Puppet Song“ #56) 1960